# C.T. Andersen
Carl Thorvald Andersen (født 9. marts 1835 i København, død 10. september 1916) var tømrermester og Holmens bygningsinspektør i anden halvdel af 1800-tallet. I den egenskab stod han for mange nye byggerier, der blev opført til flådens brug i takt med datidens accelererende teknologiske udvikling. I dag bruges disse bygninger af blandt andet Kunstakademiets Arkitektskole og Rytmisk Musikkonservatorium.
Han blev efterfulgt på posten i 1899 af arkitekten Olaf Schmidth.

## Bygninger tegnet af C.T. Andersen
- Bådeværftet (1865)
- Søminevæsenets værksteder på Nyholm (1878-93)
- Kobbersmedje på Frederiksholm (1884, efter forlæg af Ferdinand Meldahl, fredet)
- Kedelsmedjen på Frederiksholm (1887-88, fredet)
- Artilleriværkstedet på Arsenaløen (1888-94)
- Beklædningsmagasinet på Frederiksholm (1889)
- Arresthuset på Nyholm (1891)
- Exercer- og gymnastikhuset på Frederiksholm (1892, fredet)
- Modelkammeret på Frederiksholm (1893, fredet)

- Kedelsmedjen på Frederiksholm
- Holmens Arrest
- Modelkammeret på Holmen
- Exercer- og Gymnastikhuset